# Kazimierz Łubieński (zm. 1765)
Kazimierz Łubieński herbu Pomian (zm. w 1765 roku) – starosta lelowski w 1746 roku, starosta jadownicki w 1738 roku, bachmistrz bocheński w 1736 roku, szambelan królewski.
Poseł województwa krakowskiego na sejm 1746 roku.